# Felipe Fritz
Felipe Luciano Fritz Saldías (ur. 23 września 1997 w Coronel) – chilijski piłkarz, grający na pozycji napastnika lub pomocnika. W sezonie 2021 zawodnik Colo Colo, z którego jest wypożyczony do Curicó Unido. Jednokrotny młodzieżowy reprezentant kraju.

## Kariera klubowa
Wychowanek Universidadu Concepción, do pierwszej drużyny przebił się w 2015 roku. W tym zespole Felipe Fritz zadebiutował 26 lipca 2015 roku w meczu przeciwko Huachipato, wygranym 2:0. Od razu w debiucie strzelił gola, do siatki trafił w 12. minucie, ustalając wynik meczu. Pierwszą asystę 10 listopada w meczu przeciwko Santiago Wanderers, wygranym 1:2. Asystował przy golu na 1:1. Łącznie w tej ekipie rozegrał 27 meczów, strzelił 3 gole i zanotował 4 asysty.
23 lipca 2018 roku został wypożyczony do CD Cobreloa. Powrócił pod koniec 2018 roku.
1 stycznia 2019 roku znowu został wypożyczony, tym razem do ekipy CSD Rangers. Wypożyczenie trwało cały rok.
1 stycznia 2020 roku trafił do Unionu Española. W tym zespole zadebiutował 27 stycznia 2020 roku w meczu przeciwko CD Iquique, wygranym 3:2. Fritz zagrał 74 minuty. Pierwszego gola strzelił 3 września w meczu przeciwko Universidadowi Concepción, wygranym 2:3. Felipe Fritz do siatki trafił w 71. minucie. Pierwszą asystę zaliczył 17 grudnia w meczu przeciwko CD Everton, wygranym 1:2. Felipe Fritz asystował przy golu na 0:1 w 9. minucie. Łącznie w Unionie zagrał 28 ligowych meczów, w których strzelił 3 gole i zanotował asystę.
24 lutego 2021 roku trafił za darmo do Colo Colo. Debiut w tym zespole zaliczył 2 maja 2021 roku w meczu przeciwko Ñublense, przegranym 5:1, grając cały mecz. To był jego jedyny mecz w tym zespole.
5 lipca 2021 roku został wypożyczony do Curicó Unido. Po raz pierwszy w tym zespole wystąpił 25 sierpnia 2021 roku w meczu przeciwko Desportesowi Melipilla, zremisowanym 1:1, grając cały mecz. Pierwszego gola strzelił 6 dni później, w meczu przeciwko Deportesowi La Serena, wygranym 2:0. Gola otwierającego wynik strzelił w 19. minucie meczu. Pierwszą asystę zaliczył 5 grudnia 2021 roku w meczu przeciwko Audaxowi Italiano, zremisowanym 1:1. Asystował przy golu na 0:1 w 2. minucie doliczonego czasu pierwszej połowy meczu. Do 21 grudnia 2021 roku ten zawodnik rozegrał w tym klubie 15 meczów, strzelił 4 gole i raz asystował.

## Kariera reprezentacyjna
2 czerwca 2016 roku Felipe Fritz zagrał jeden mecz towarzyski w kadrze do lat 19 przeciwko Urugwajowi, który zakończył się wynikiem 2:2. Fritz zagrał cały mecz.